# 斯波索宾和声学
斯波索宾和声学（又称斯波索宾和声分析法）是由前苏联音乐理论家、音乐教育家伊戈尔·弗拉基米罗维奇·斯波索宾根据里曼理论体系和声功能分析法并融合维也纳体系罗马数字分析法而成的一套和声分析理论。
和声学教程是斯波索宾所著的和声学教学书籍，在中国大陆广泛使用。
目前该和声体系在俄罗斯、中国、比利时等国的音乐学院及大学中被广泛使用。

## 三种体系和声标记的对比
和弦音级罗马数字分析法、里曼和声功能分析法和斯波索宾和声功能分析法是目前三种世界上最通用的对功能和声分析的体系。

下表列举了自然大调中的自然音三和弦在三种分析法中的标记
| 罗马数字分析法 | 斯波索宾和声功能分析法 | 德式和声功能分析法 |
| -------------- | ---------------------- | ------------------ |
| I              | T                      | T                  |
| ii             | SII                    | Sp                 |
| iii            | DTIII                  | Dp/Tg              |
| IV             | S                      | S                  |
| V              | D                      | D                  |
| vi             | TSVI                   | Tp/(Sg)            |
| vii°           | DVII                   | Đ7                 |

下表列举了自然小调中的自然音三和弦在三种分析法中的标记
| 罗马数字分析法 | 斯波索宾和声功能分析法 | 德式和声功能分析法 |
| -------------- | ---------------------- | ------------------ |
| i              | t                      | t                  |
| ii°            | sII                    |                    |
| III            | dtIII                  | tP / (dG)          |
| iv             | s                      | s                  |
| v              | d                      | d                  |
| VI             | tsVI                   | sP / tG            |
| VII            | dVII                   | dP                 |

## 和声的功能性
如同里曼和声分析法一样，斯波索宾和声分析法十分注重强调和声的功能性，该理论认为功能和声一共有三大类功能——主功能(T或t)、属功能(D或d)、和下属功能(S或s)，其中每类有分成大的和小的，通过功能符号的大小写来表示。与罗马数字分析法不同的是，这里所提到的大和小指的不是每个和弦本身的性质，而是指这个和弦功能的性质——即这个和弦所在的功能组的正三和弦的性质。
| 调式           | 主功能    | 属功能                | 下属功能    |
| 自然大调       | 大主功能T | 大属功能D             | 大下属功能S |
| 和声大调       | 大主功能T | 大属功能D             | 小下属功能s |
| 下行旋律大调   | 大主功能T | 小属功能d             | 小下属功能s |
| 自然小调       | 小主功能t | 小属功能d             | 小下属功能s |
| 和声小调       | 小主功能t | 大属功能D             | 小下属功能s |
| 上行旋律小调   | 小主功能t | 大属功能D             | 大下属功能S |
| 混合利底亚调式 | 大主功能T | 小属功能d             | 大下属功能S |
| 多利安调式     | 小主功能t | 小属功能d             | 大下属功能S |
| 弗利吉安调式   | 小主功能t | 小属功能d（降上主音） | 小下属功能s |

## 主、属与下属功能组

### 主功能组（T或t）
以主音（级音）为根音构成的三和弦叫做主三和弦（T或t），是主功能组的正三和弦。与主三和弦有着两个共同音的三和弦——六级和弦(TSVI或tsVI)和三级和弦(DTIII或dtIII)也拥有主功能。因此，主和弦、六级和弦和三级和弦一同构成了主和声功能组。

主功能组在调性上十分稳定，没有向其他功能组进行的迫切感。

主音（级音）向上到达中音（级音）的音程性质决定了主功能组的大小。

在大调性的调式当中，主功能是大的，功能符号用大写的T；在小调性的调式当中，主功能是小的，功能符号用小写的t。

### 属功能组（D或d）
以属音（级音）为根音构成的三和弦叫做属三和弦（D或d），是属功能组的正三和弦。与属三和弦有着两个共同音的三和弦——七级和弦(DVII(又称导和弦) 或dVII)和三级和弦(DTIII或dtIII)也拥有属功能。因此，属和弦、七级和弦和三级和弦一同构成了属和声功能组。

主音（级音）向上到达级音（要么是导音，要么是下主音）的音程性质决定了主功能组的大小。

在自然大调、和声大调、上行旋律大调、和声小调、上行旋律小调、利底亚调式当中，属功能是大的，功能符号用大写的D；在自然小调、下行旋律小调、下行旋律大调、混合利底亚调式、多利亚调式、弗里几亚调式当中，属功能是小的，功能符号用小写的d。

大的属功能组和弦是在功能和声里最为常见，因为导音比下主音向主的倾倒性要强很多，所以大属功能组在调性上具有很强烈的不稳定性，迫切需要向主功能组解决。

### 下属功能组（S或s）
以下属音（级音）为根音构成的三和弦叫做下属三和弦（S或s），是下属功能组的正三和弦。与下属三和弦有着两个共同音的三和弦——二级和弦(SII或sII)和六级和弦(TSVI或tsVI)也拥有下属功能。因此，下属和弦、二级和弦和六级和弦一同构成了下属和声功能组。

主音（级音）向上到达下中音（级音）的音程性质决定了下属功能组的大小。

在自然大调、上行旋律大调、上行旋律小调、混合利底亚调式、多利亚调式当中，下属功能是大的，功能符号用大写的S；
在自然小调、和声小调、下行旋律小调、和声大调、下行旋律大调、弗里几亚调式、洛克利亚调式当中，下属功能是小的，功能符号用小写的s。

小下属功能组在里曼和声二元论当中是大属功能组的负和声功能组，这是因为小[[中音|]]级音与大[[導音|]]级音互为负和声音级。因此，小下属功能组要比大下属功能组和小属功能组的都更不稳定、更迫切需要向主功能组解决。

## 与其他和声分析法的区别

### 与里曼和声功能分析法的区别
里曼理论将副三和弦分析为同功能组正三和弦的变换，例如自然大调的二级和弦被分析为Sp，即德文Subdominantparallele的缩写，意思是大下属和弦S的關係和弦(德語：parallel)；而在斯波索宾和声分析则将这个和弦分析成SII，意思是带有大下属功能的二级和弦。这是由于斯波索宾将维也纳音乐理论派的罗马数字分析法融入了进来。

### 与罗马数字音级分析法的区别
罗马数字音级分析法对和弦的功能不作分析，但很直接的通过大小写以及其他的符号表示出和弦的性质（即大、小、增、减等）。斯波索宾和声功能标记的角标不区分大小写，根据惯例都采用大写记录。因此斯波索宾和声标记不直接写明和弦本身的性质，但是其功能符号的大小写决定了功能组的大小性质，而和弦的性质是可以从功能组的性质中间接推理得到的。即便如此，我们还是可以看出，斯波索宾和声学对和弦自身的性质分析没有罗马数字分析法中那么看中，而更注重于对其功能组性质的分析。

## 功能的进行
和声功能分析法中认为（里曼和斯波索宾的都是），在功能和声音乐当中，音乐的和声从最稳定的主功能开始，逐渐向不稳定的功能组进行，最后解决回稳定的主功能组，然后再重复上述过程。
根据和声极性，主功能(T和t)最为稳定，其次的是小属功能(d)和大下属功能(S)，再其次是小下属功能(s)，最不稳定的是大属功能(D)。

如果和声进行与正常的和声进行相反，则被称为反功能进行(英語：functional retrogression)，和声的初学者要尽量避免使用反功能进行。

不符合正常和声进行规律的和声进行被称作意外进行，其中包括反功能进行。意外进行在浪漫主义时期后期被大量使用，这也是最终导致传统功能和声的大小调体系以及调性在十九世纪末逐渐瓦解的原因之一。

## 其他和声功能

### 终止四六和弦（K46{\displaystyle _{4}^{6}}）的和声功能
由于终止四六和弦从音的结构上看是主三和弦的第二转位，而从低音又是属音，因此该和弦有着复功能性。因此在斯波索宾和声分析法中不采用T、t、S、s、D或d来标记，而是采用德文终止一词的首字母K将终止四六和弦标记成K{\displaystyle _{4}^{6}}

### 重属功能组
在属和弦的属三和弦即为重属三和弦，标记为DD，重属三和弦和与重属三和弦有两个共同音的和弦组（DDVII和DDIII）成了重属功能组，但DDIII几乎从不使用。重属和弦一般向属功能解决或先经过终止四六和弦(K{\displaystyle _{4}^{6}})再向属功能更解决。
为了向属的使倾倒性更强，重属功能组几乎总是用大的，很少用小重属功能组，因此，功能符号标记为大写的DD。

### 重下属功能组
在下属和弦的下属三和弦即为重下属三和弦，标记为ss或SS。在下属调的二级上构成的三和弦与重下属和弦有两个共同音，因此也属于重下属功能组，标记为ssII或SSII。

小重下属功能组是大重属功能组的负和声功能组，为了使向下属的倾倒性更强，小重下属功能组一般用的比较多，标记为ss，但是大的重下属功能组也时常被使用，标记为SS。

### 其他离调和弦
调内某一和弦当做临时主和弦并在这个临时的副调上构成和弦的这种手法被称为离调。一般离调和弦会解决到副调的主和弦上，副调的主和弦是主调内的和弦，因此用调内的和声标记标注，而它之前的离调和弦则用副调中的和声标记标注，然后在两个和弦之间画上右箭头（→），意为前一个和弦向下一个和弦离调。如果是连续多个和弦向同一和弦离调，则将这些离调和弦在副调中分析，并在这些离调和弦的标记下方画上开口朝上的方括号，方括号的尾端与右箭头（→）相连，指向副调的主和弦。

如果离调和弦没有解决到该副调的主和弦上，而是意外进行到其他的主调内的和弦，则标记方式相同，但被箭头所指的副调主和弦标记用小括号()括上，表示这个应该出现的和弦在实际音乐中没有出现。

## 角标

### 七和弦与九和弦
七和弦和声标记是在同根音三和弦的和声标记右下角上加上角标₇，九和弦则是加上₉。

一般认为七和弦与其同根音三和弦的和声功能相同或相似，所以和声功能的标记是相同的。例如导七和弦虽然与下属三和弦有两个共同音（下属音和下中音），但由于其同根音三和弦的标记为DVII，所以它被标记为DVII₇，而非DSVII₇

### 转位和弦的标记
转位和弦的标记采取在其原位和弦的标记的右下角标上或改为转位和弦的数字低音。

三和弦的第一转位——六和弦的角标为6；第二转位——四六和弦的角标为{\displaystyle _{4}^{6}}。

| 名称     | 转位     | 低音 | 标记                     | 低音与上方各音的音程     |
| -------- | -------- | ---- | ------------------------ | ------------------------ |
| 三和弦   | 原位     | 根音 |                          | {\displaystyle _{3}^{5}} |
| 六和弦   | 第一转位 | 三音 | 6                        | {\displaystyle _{3}^{6}} |
| 四六和弦 | 第二转位 | 五音 | {\displaystyle _{4}^{6}} | {\displaystyle _{4}^{6}} |

每个七和弦的第一转位——五六和弦的角标为{\displaystyle _{5}^{6}}；是第二转位——三四和弦的角标为{\displaystyle _{3}^{4}}；第三转位——二和弦的角标为2。
| 名称     | 转位     | 低音 | 标记                     | 低音与上方各音的音程 |
| -------- | -------- | ---- | ------------------------ | -------------------- |
| 七和弦   | 原位     | 根音 | 7                        | 7 5 3                |
| 五六和弦 | 第一转位 | 三音 | {\displaystyle _{5}^{6}} | 6 5 3                |
| 三四和弦 | 第二转位 | 五音 | {\displaystyle _{3}^{4}} | 6 4 3                |
| 二和弦   | 第三转位 | 七音 | 2                        | 6 4 2                |

### 替换音
如果要将和弦的五度音替换成六度音，则在该功能标记的右上角标上角标6。多数情况下，这些和弦还是能够用其他和弦的转位和弦来标记的，但是有时，由于其和声功能与其低音上构成的和弦更加相似，所以这种情况一般采取替换音的标记法。例如在正格终止处的属和弦，有时候五度音被替换成了六度音，而且这个六度音一般处于旋律声部，这时候由于其功能上与属三和弦（D）更相似而不是三级和弦，所以标作D6，而非DTIII₆。

同样，七和弦的五度音也有可能被替换成六度音，其标记方法同上。例如同样是在正格终止式，属七和弦（D₇）的五度音若被替换成了六度音，则该和弦标记为D₇⁶。

### 变音
如果一个和弦的某个和弦音被临时升高或降低了，那么在原本这个和声标记的左上角标注上这个和弦被升高或降低的音级。例如如果重属导五六和弦DDVII{\displaystyle _{5}^{6}}的三音（即低音）被降低了半音的话，那么这个和弦则被标为♭3DDVII{\displaystyle _{5}^{6}}。